# Виноградов, Иван Иванович (Герой Советского Союза)
Иван Иванович Виноградов (26 октября 1922, Слепцовская, Горская АССР — 14 мая 1963, Орджоникидзевская, Чечено-Ингушская АССР) — сержант Рабоче-крестьянской Красной Армии, участник Великой Отечественной войны, Герой Советского Союза (1944).

## Биография
Иван Виноградов родился в 1922 году в станице Слепцовская (ныне — город Сунжа Ингушетии) в крестьянской семье. Окончил неполную среднюю школу, затем курсы трактористов. Работал в колхозе. В июле 1941 года Виноградов был призван на службу в Рабоче-крестьянскую Красную Армию и направлен на фронт Великой Отечественной войны. К октябрю 1943 года гвардии сержант Иван Виноградов командовал отделением 62-го гвардейского отдельного моторизованного сапёрного батальона 3-го гвардейского механизированного корпуса 47-й армии Воронежского фронта. Отличился во время битвы за Днепр.
В первую ночь форсирования Днепра отделения Виноградова и гвардии сержанта Петра Днепровского совершили 10 рейсов, переправив на западный берег около 500 советских солдат и офицеров с оружием, боеприпасами и продовольствием. В общей сложности в районе села Селище Черкасской области Украинской ССР эти два отделения совершили более 300 рейсов под массированным вражеским огнём, постоянно исправляя повреждения плавсредств. 19 октября 1943 года Виноградов и Днепровский отправились в свой 301 по счёту рейс. От прямого попадания в лодку вражеского снаряда Днепровский погиб на месте, а Виноградов получил тяжёлое ранение, но сумел довести понтон с грузом до берега.
Указом Президиума Верховного Совета СССР от 3 июня 1944 года за «образцовое выполнение боевых заданий командования на фронте борьбы с немецкими захватчиками и проявленные при этом мужество и героизм» гвардии сержант Иван Виноградов был удостоен высокого звания Героя Советского Союза с вручением ордена Ленина и медали «Золотая Звезда» за номером 7434.
После окончания войны Виноградов был демобилизован. Проживал и работал на родине, умер 14 мая 1963 года.
Был также награждён орденом Красной Звезды и рядом медалей.

## Награды
- Звание Героя Советского Союза с вручением медали «Золотая звезда» № 7434 — 3 июня 1944 года
- Орден Ленина — 3 июня 1944 года
- Орден Красной Звезды — 13 октября 1943 года
- Медаль «За боевые заслуги» — 18 сентября 1942 года
- Медаль «За боевые заслуги» — 5 сентября 1943 года